# 禹王台
禹王台位于河南省开封市城外东南方，占地400多亩，是古代梁园的遗址。
禹王台又称古吹台，传说春秋时期晋国有一位双目失明的音乐家名叫师旷，他的音乐造诣很深，是晋平公驾下的一名乐师，他经常在这座高台上吹奏乐曲，人们便把这座高台命名为古吹台，并与乾隆二十七年（公元1762年）建立了这座牌坊，明代嘉靖二年（1523年），由于黄河经常泛滥，人们饱经水患，心中十分怀念古代治理黄河洪水有功的大禹，希望禹王的神灵能够保佑开封免受水灾，就在吹台之上修建了禹王庙，所以古吹台就又叫禹王台。